# テュルサン
テュルサン （Tursan）とは、フランス、ランド県の地方名で、ペイ・ド・ラドゥール・ランデ（fr:Pays de l'Adour landais）に属している。

## 概要
フランス革命以前はガスコーニュ州に属していた。海岸からは後退しており、広大な松林がある。ランド県南東部に集中しており、緑豊かな風景と、ガチョウやアヒルを肥やすための餌となるトウモロコシが育つ起伏のある丘陵地帯が広がる。
北をプティット・ランド地方、西をシャロス地方、南をベアルン地方、東をアルマニャックと接している。
テュルサンは始新世第三紀に生じた粘土質の石灰岩土壌を持つ。
ル・ピュイ＝アン＝ヴレからサンティアゴ・デ・コンポステーラへ向かう巡礼路がテュルサン内を通過する。
AOC登録されているテュルサンワインは、辛口の白、そしてロゼ、赤が作られている。